# 佐藤雅俊 (実業家)
佐藤 雅俊（さとう まさとし、1963年1月18日 - ）は、北海道出身の実業家、元アイスホッケー選手。雪印メグミルク代表取締役社長。

## 経歴
1985年明治大学法学部卒業後、雪印乳業入社。明治大学スケート部ではアイスホッケー選手として活躍。雪印入社後もアイスホッケー部に所属し、最優秀新人賞などを受賞。11年間に亘り日本アイスホッケーリーグで主力フォワード選手として活躍し、選手時代の最後の3年間は選手兼任コーチも経験した。元チームメイトには岩本裕司（アイスホッケー日本代表監督）などがいる。
雪印乳業入社後、中部統括支店長、秘書室長、乳食品事業部長などを経て、2020年に常務執行役員に就任。2022年社長執行役員（CEO）に就任。